# Mornac
 Mornac  es una población y comuna francesa, en la región de Poitou-Charentes, departamento de Charente, en el distrito de Angoulême y cantón de Ruelle-sur-Touvre.

## Demografía
| 914 | 727 | 1138 | 1381 | 1800 | 1864 |
| Para los censos de 1962 a 1999 la población legal corresponde a la población sin duplicidades (Fuente: INSEE [Consultar]) |     |      |      |      |      |